# Seznam zápasů československé a francouzské hokejové reprezentace
Seznam zápasů československé a francouzské hokejové reprezentace uvádí data, výsledky a místa konání vzájemných zápasů hokejových reprezentací Československa a Francie.

## Lední hokej na olympijských hrách
| Datum utkání | Výsledek | Rok  | Místo                  | Branky Československa                                                 |
| ------------ | -------- | ---- | ---------------------- | --------------------------------------------------------------------- |
| 9. 2. 1936   | 2 : 0    | 1936 | Garmisch-Partenkirchen | Oldřich Kučera, Zdeněk Jirotka                                        |
| 10. 2. 1992  | 6 : 4    | 1992 | Albertville            | 2x Otakar Janecký, Petr Hrbek, Miloslav Hořava, Igor Liba, Petr Rosol |

## Mistrovství světa v ledním hokeji
| Datum utkání | Výsledek | Rok  | Místo      | Branky Československa                                             |
| ------------ | -------- | ---- | ---------- | ----------------------------------------------------------------- |
| 21. 2. 1937  | 8 : 1    | 1937 | Londýn     | 5x Josef Maleček, Alois Cetkovský, Oldřich Kučera, Drahoš Jirotka |
| 26. 2. 1937  | 3 : 1    | 1937 | Londýn     | Josef Maleček, Ladislav Troják, František Pergl                   |
| 30. 4. 1992  | 3 : 0    | 1992 | Bratislava | Ladislav Lubina, Petr Hrbek, Tomáš Jelínek                        |

## Mistrovství Evropy v ledním hokeji
| Datum utkání | Výsledek | Rok  | Místo    | Branky Československa |
| ------------ | -------- | ---- | -------- | --------------------- |
| 8. 3. 1923   | 1 : 2    | 1923 | Antverpy | Karel Pešek           |
| 14. 3. 1932  | 1 : 1    | 1932 | Berlín   | Alois Cetkovský       |

## Ostatní zápasy
| Datum utkání | Výsledek | Zápas          | Místo    | Branky Československa |
| ------------ | -------- | -------------- | -------- | --------------------- |
| 23. 1. 1909  | 1 : 8    | Turnaj         | Chamonix |                       |
| 14. 2. 1923  | 3 : 3    | Jean Potin Cup | Paříž    |                       |
| 26. 4. 1992  | 4 : 1    | přátelsky      | Piešťany |                       |

## Celková bilance vzájemných zápasů
| Zápasy | Výhry | Remízy | Prohry | Skóre |
| ------ | ----- | ------ | ------ | ----- |
| 10     | 6     | 2      | 2      | 32:21 |

Poznámky k utkáním
- 23. 1. 1909 Čechy

Pokračuje Seznam zápasů české a francouzské hokejové reprezentace